# Cuapiaxtla (kommun)
Cuapiaxtla är en kommun i Mexiko.   Den ligger i delstaten Tlaxcala, i den sydöstra delen av landet, 140 km öster om huvudstaden Mexico City. Antalet invånare är 13 671. Arean är 137 kvadratkilometer.
Terrängen i Cuapiaxtla är platt åt sydväst, men åt nordost är den kuperad.
Följande samhällen finns i Cuapiaxtla:
- Cuapiaxtla
- Colonia Ignacio Allende
- Colonia José María Morelos
- Plan de Ayala
- Santa Beatriz la Nueva
- Colonia Manuel Ávila Camacho
- Colonia del Valle
- La Granja